# Urma Sellinger
Urma Sellinger es un grupo metalcore sueco basado en Estocolmo. El grupo trabajó juntos con el productor de estrella Matt Hyde que trabajó juntos con acciones como el Funeral for a Friend, Slipknot y Bullet for My Valentine.
Urma Sellinger compartió la etapa con We Are the Ocean, Enter Shikari, All Ends, The Ghost Inside, Yashin y muchos más.

## Discografía

### EP
- 2010: Live Laugh Love

### Álbumes
- 2012: Urma Sellinger

## Miembros
- Olle Johannsson (Voz)
- Anton Lindqvist (Bajo)
- John Eriksson (Batería)
- Andree Borg (Guitarra)
- Alex Borg (Voz)
- Eric Lindqvist (Guitarra)

Exmiembros
- Axel Vålvik